# Ginevra Elkann
Pour les articles homonymes, voir Elkann.
Ginevra Elkann, née le 24 septembre 1979 à Londres, est une réalisatrice et productrice de cinéma italienne.
Elle est membre de la famille Agnelli et petite-fille de l'industriel italien Gianni Agnelli.

## Biographie

### Jeunesse
Elkann est née à Londres le 24 septembre 1979,, fille de l'Italienne Margherita Agnelli et de l'écrivain franco-italien Alain Elkann,. Son père est juif et sa mère catholique, et elle a été élevée dans cette religion,. Ses grands-parents maternels étaient la princesse Marella Agnelli et l'industriel Gianni Agnelli, petit-fils du fondateur de Fiat. Elle est l'arrière-petite-nièce d'Ettore Ovazza. Elle a deux frères aînés, John Elkann, président du groupe Fiat, et Lapo Elkann. Ses parents divorcent lorsqu'elle est jeune et elle s'installe d'abord à Rio de Janeiro, puis à Paris avec sa mère et son beau-père, le comte russe Serge de Pahlen. Elle est diplômée de l'Université américaine de Paris.

### Carrière
Elkann a travaillé comme troisième assistante réalisatrice sur le film Shanduraï (1998) de Bernardo Bertolucci, et a été assistante vidéo sur Le Talentueux Mr Ripley (1999) d'Anthony Minghella. Elle a ensuite étudié la réalisation à la London Film School (LFS), où elle a obtenu une maîtrise. En 2005, son film de fin d'études à la LFS, Vado a messa (litt. « Je vais à la messe »), d'une durée de neuf minutes, a été projeté lors d'un événement spécial d'école de cinéma à la Mostra de Venise 2005. Lorsqu'on lui a demandé si elle avait des scénarios particuliers en tête pour un long métrage, elle en a mentionné deux : un thriller se déroulant dans le monde de la natation synchronisée et une adaptation du roman de son père Piazza Carignano, qui concerne un juif fasciste. Elle s'inspire de l'histoire de la famille de son père, l'influente famille de banquiers Ovazza, qui a été l'alliée de la première heure et un important mécène financier de Benito Mussolini et du fascisme italien.
En 2009, Mme Elkann a fondé la société de production Caspian Films, qui a d'abord produit Frontier Blues, le premier long métrage du réalisateur iranien Babak Jalali, également diplômé du LFS. Ce film a été développé avec le soutien de la Cinéfondation de Cannes et a été présenté en compétition au Festival international du film de Locarno 2009. Elle a ensuite produit d'autres longs métrages indépendants tels que White Shadow (it), réalisé par Noaz Deshe (2013), qui a remporté le Lion du futur à la Mostra de Venise 2013 ; Cloro, réalisé par Lamberto Sanfelice (2015), projeté en l'avant-première au Festival du film de Sundance 2015 ; et de nouveau avec Jalali sur son troisième long métrage Land (it), présenté dans la section Panorama de la Berlinale 2018,.
En 2011, Elkann fonde la société de production et de distribution Good Films, avec Francesco Melzi d'Eril, Luigi Musini et Lorenzo Mieli. En 2019, son premier long métrage en tant que réalisatrice, Magari, est présenté en première mondiale en tant que film d'ouverture du Festival international du film de Locarno 2019. En raison de la pandémie de Covid-19 en Italie, la distribution du film en salle n'a pas pu se faire comme prévu, et le film a donc été mis à disposition sur RaiPlay, la plateforme de vidéo à la demande du radiodiffuseur national italien RAI, en mai 2020. Il a été nommé pour le meilleur premier film en 2020 et le meilleur nouveau réalisateur en 2021 au Ciak d'oro.

### Vie privée
Ginevra Elkann a épousé le comte Giovanni Gaetani dell'Aquila d'Aragona (né en 1973) lors d'une cérémonie catholique à Marrakech, au Maroc, le 25 avril 2009. Elle a eu deux fils et une fille avec son mari, prénommés Giacomo (né le 15 août 2009), Pietro (né le 31 octobre 2012) et Marella (née le 27 mai 2014).

## Filmographie

### Réalisatrice
- 2005 : Vado a messa - court métrage
- 2019 : Magari
- 2023 : Te l'avevo detto

### Productrice
- 2009 : Frontier Blues de Babak Jalali
- 2013 : Noche de Leonardo Brzezicki
- 2013 : White Shadow (it) de Noaz Deshe
- 2015 : Cloro de Lamberto Sanfelice
- 2015 : Arianna (it) de Carlo Lavagna
- 2016 : Prova contraria de Chiara Agnello - documentaire
- 2017 : Mektoub, My Love: canto uno d'Abdellatif Kechiche
- 2018 : Land (it) de Babak Jalali